# Ganggrab

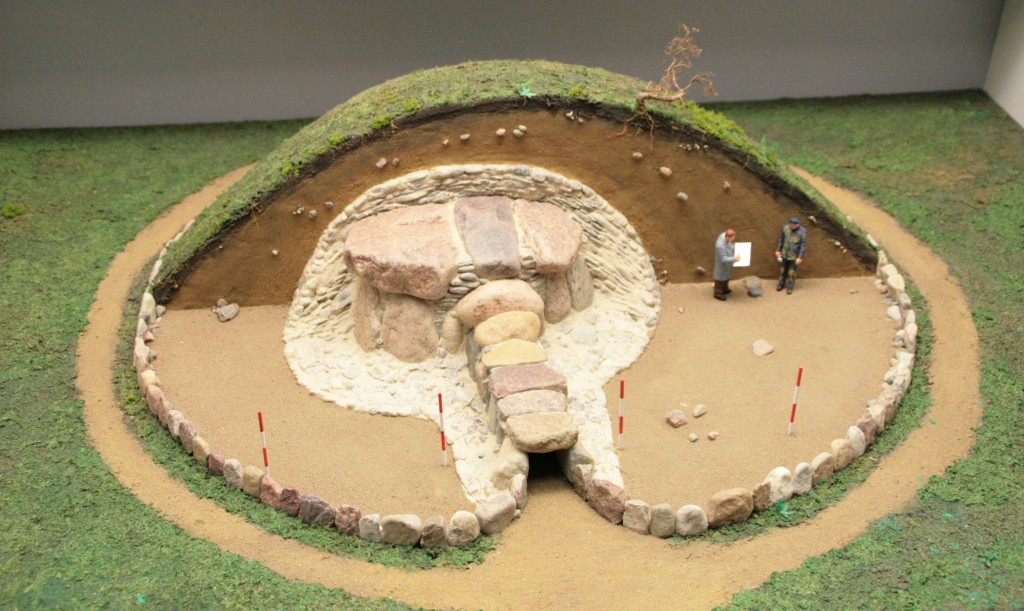
Modell des Ganggrabs Denghoog, Sylt

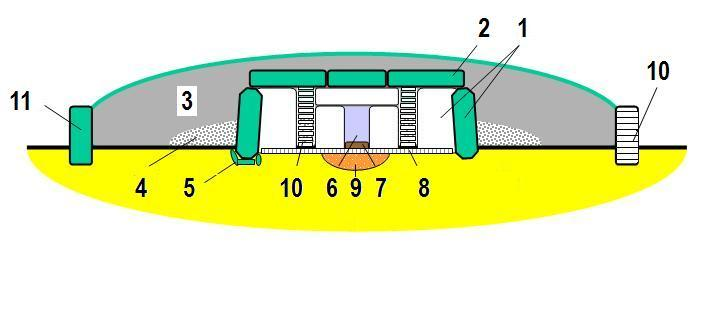
Ganggrab (Querschnitt) 1=Trag-, 2= Deckstein, 3=Erdhügel, 4=Dichtung, 5=Verkeilsteine, 6=Zugang, 7= Schwellenstein. 8=Bodenplatten, 9=Unterbodendepot, 10=Zwischenmauerwerk 11=Randsteine

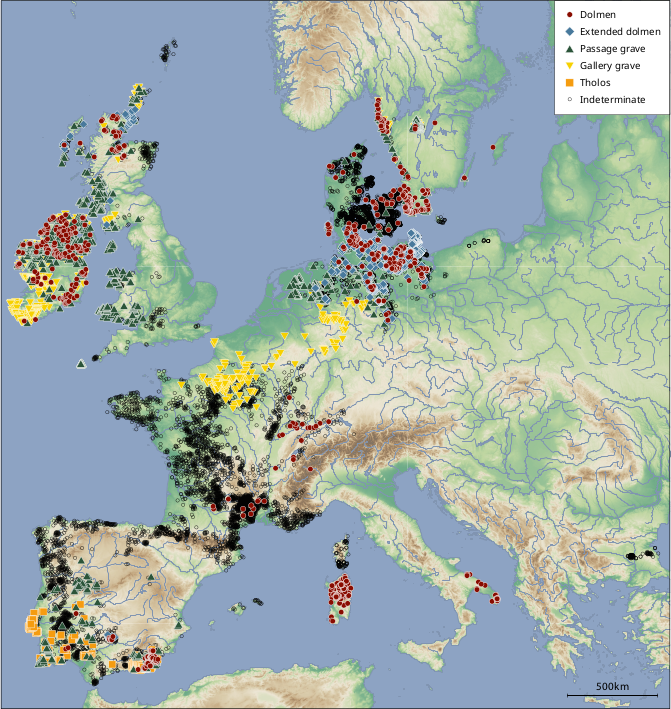
Verbreitung der Megalithgrabtypen in Europa - schwarz: Ganganlagen

Als Ganggrab bezeichnet man ein jungsteinzeitliches Großsteingrab, dessen Zugang baulich von der Kammer getrennt ist. Meist ist die Decke des Ganges niedriger als die der Kammer. Der Zugang zur Kammer, oft mit einem Schwellenstein abgesetzt, kann über einen mittigen, exzentrischen (p-Dolmen, q-Dolmen – (französisch Dolmen à couloir – avec plan en q) in Frankreich) oder im Nordkreis durch den seitlichen Zugang erfolgen.

## Nomenklatur und Abgrenzung
Das Ganggrab heißt in Dänemark Jættestue („Riesenstube“), in Schweden Gånggrift, in Frankreich Dolmen à couloir, in Spanien sepulcro de corredor. Britisch-irische Anlagen haben zwar (übersetzt) den gleichen Namen (Passage grave oder Passage Tomb), sehen jedoch (ebenso wie die meisten französischen Anlagen) baulich völlig anders aus.

## Datierung
Ganggräber wurden von der jungsteinzeitlichen Trichterbecherkultur angelegt. Sie sind in Skandinavien, Nord-Deutschland und den Niederlanden zu finden. Sie wurden hier meist zu Beginn des MN A (Mittelneolithikum A) zwischen 3300 und 3000 errichtet.
In Prissé-la-Charrière in Südwest-Frankreich wurde die Anlage nur für wenige Generationen, zwischen 4400 und 4200 cal. genutzt.

## Typologie
Der Zugang des Ganggrabes liegt quer zur Längsachse der Kammer. Quadratische oder runde Anlagen (im oberen Bild rechts) werden ansonsten in der Regel zu den Dolmen gerechnet. Eine abweichende Festlegung gilt für Ganggräber in Schweden. Es gibt im Verbreitungsgebiet einige ungewöhnlich kleine Ganggräber mit nur zwei Decksteinen (z. B. Amelinghausen-Sottorf in der Lüneburger Heide, Klein Stavern im Emsland).
Andererseits gibt es westlich der Weser mit bis zu 29 Metern, sehr lange Kammern. Östlich der Weser bilden die im Elbe-Weser-Dreieck gelegenen Anlagen Lehnstedt 82 und 83 (11,2 und 9,3 m) und die Steinkammer bei Dohnsen (16 m) bei der Kammerlänge die Ausnahmen. Obwohl die Tragsteine von Ganggräbern (anders als bei Urdolmen) bereits auf ihrer kleinsten Fläche aufrecht stehen, wurden einige Ganggräber in Gruben errichtet (Steinkammer von Deinste in Niedersachsen). Sie stellen vermutlich früheste Exemplare dar. Das Trapgraf von Eext (Treppengrab – D13 in Gieten Eext) – in der niederländischen Provinz Drenthe ist eine Besonderheit.

## Architektur

### Grundrisse der Kammer
Die entweder ovalen, polygonalen, rechteckigen oder trapezförmigen, auch gebauchten (schwach D-förmig) oder mit parallelen Lang- und stumpf eingewinkelten Schmalseiten versehenen Grundrisse der Kammern sind nahezu stets (nicht beim Ganggrab Lovby Kirketomt) deutlich länger als breit. Die Megalithanlage von Ebendorf in Barleben bei Wolmirstedt in Sachsen-Anhalt hat als einzige ein verschobenes Parallelogramm als Grundriss. Das Großsteingrab Bakenhus hat eine 23 Meter lange, bootsförmige Kammer. Anlagen die axiale Zugänge aufweisen, gelten in Deutschland als Dolmen.

Grundrisse
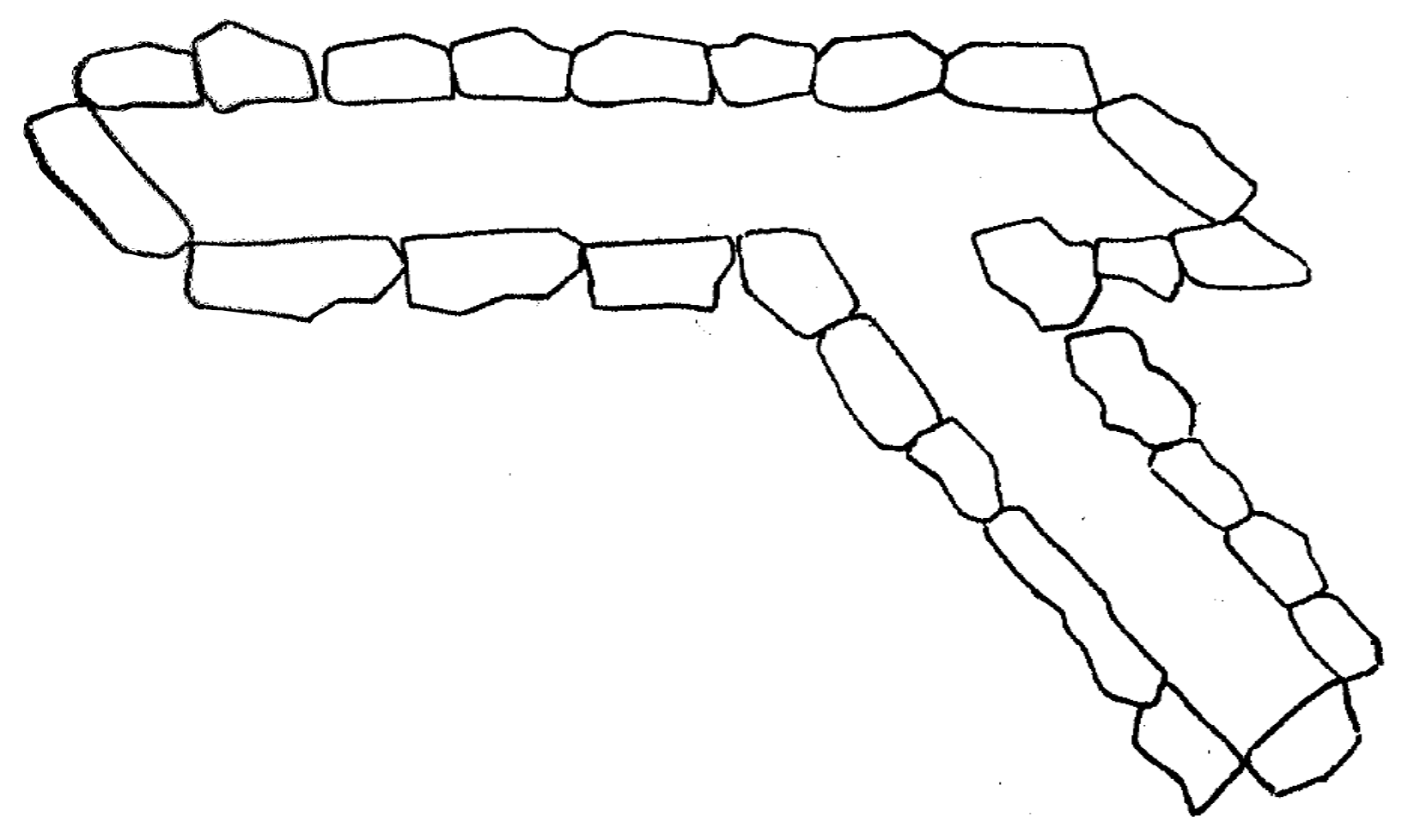
Grundriss des Ganggrabes von Ebendorf – nach Danneil
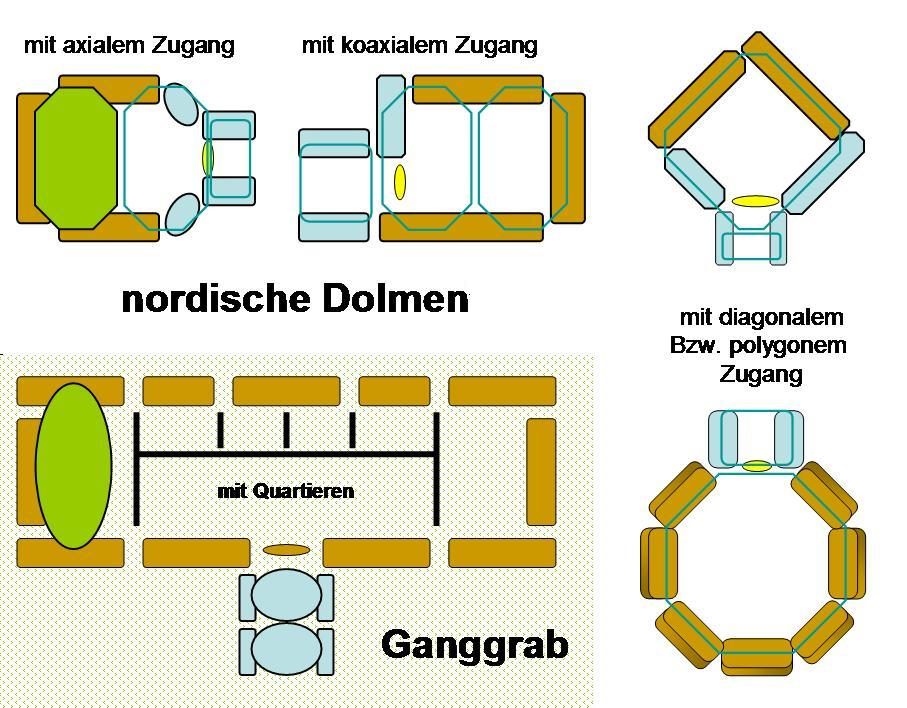
Zugänge von Dolmen und Ganggrab mit Quartieren
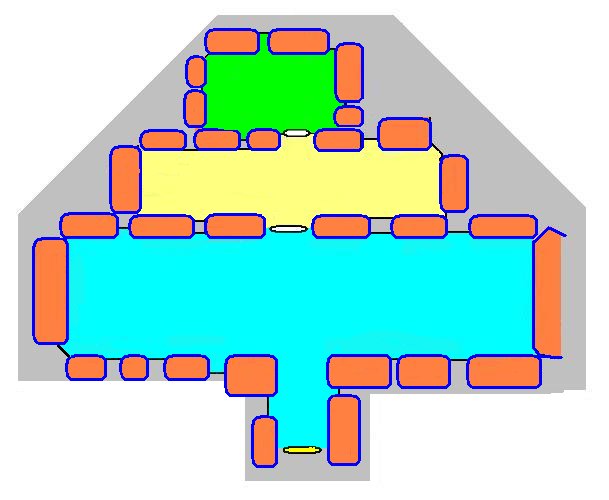
Der Visihøj in Dänemark, die komplexeste Anlage des Typs
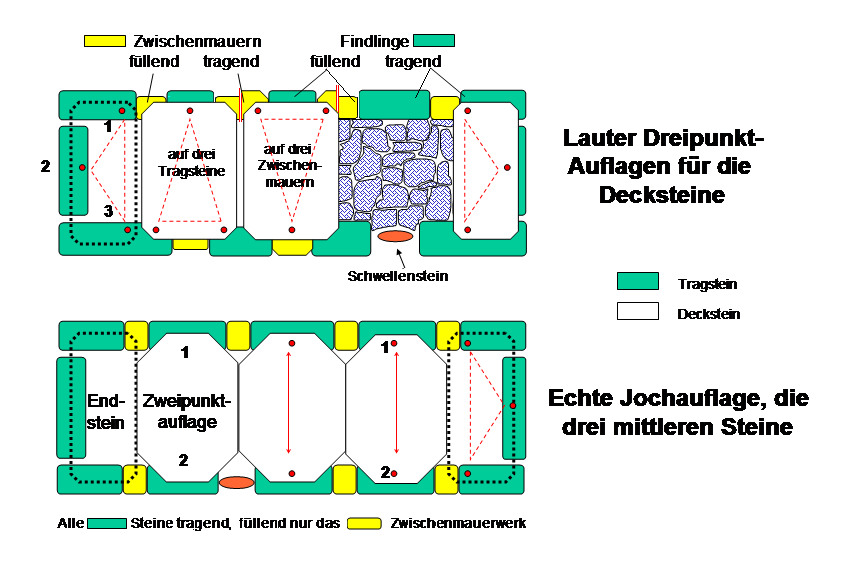
Konstruktionen bei Anlagen mit drei oder mehr Decksteinen

Nach der Terminologie von Ewald Schuldt (vgl. Megalithik in Mecklenburg-Vorpommern) unterscheidet es sich von den Dolmen durch den (lateralen) Zugang auf einer der beiden Längsseiten. Die neue deutsche Forschung sieht in ihm eine Variante des Dolmens, die regional beherrschend in der Provinz Drenthe (Niederlande), im westlichen Niedersachsen (als Emsländische Kammer) und ansonsten in Holstein, als Holsteiner Kammer und im angrenzenden Mecklenburg, im östlichen Niedersachsen und in Sachsen-Anhalt und Skandinavien als größere oder kleinere Minderheit auftritt. Bornholm kennt nur etwa zehn Ganggräber, keine Dolmen.

### Kammer und Gang
Das Breiten/Längenverhältnis der Ganggräber liegt im Allgemeinen zwischen 1:1,2 und 1:6. Dieses Verhältnis überschreiten nur die langen Emsländischen Kammern mit bis zu 1:14 deutlich (De hoogen Steener in Werlte, annähernd 30 m lang). Der in der Regel kurze, mitunter aber auch bis zu zehn Meter lange Dolmenzugang kann mittig oder nach einem Ende hin versetzt, in die Kammer münden. Versetzte Gänge sind in Holstein besonders häufig und führten zu der Bezeichnung Holsteiner Kammer. Bei den kurzen Ganggräbern ist dafür die Tragsteinanzahl (gerade oder ungerade) auf der Zugangsseite verantwortlich. Die Lüneburger Gruppe der Großsteinanlagen zeigt laut Friedrich Laux den schnellen Übergang von den Dolmentypen zum Ganggrab. Dort gibt es:
- zwei Urdolmen
- zehn kammerlose Hünenbetten
- fünf erweiterte oder Rechteckdolmen
- über 90 Ganggräber

Ob es indes überhaupt eine Aufeinanderfolge von Dolmen und Ganggräbern gab, wie sie die frühe dänische Forschung postulierte, ist mittlerweile umstritten. Siehe Bautrupptheorie.

### Deckenausbau
Während es beim Ganggrab anfangs nur Deckenkonstruktionen gibt, die ihre Statik aus der Tragfähigkeit einer Dreipunktauflage (im Bild oben) gewinnen, ist der finale architektonische Schritt im Bau mit Findlingen, die Jochkonstruktion. Bei ihr sind drei Steine (ein Joch) trilithenartig als statische Komponente im Gesamtkonzept verbaut. Weil diese Zweipunkt-Auflage bei unbearbeiteten Natursteinen jedoch höchst instabil ist, stützen sich die Decksteine der Joche seitlich aneinander ab. Die beiden Enden solcher Jochreihen bestehen allerdings immer aus Dreipunktauflagen, da nur sie der gesamten Konstruktion den nötigen Halt verleihen. Ein Detail ist die gelegentlich belegte Auflage der Decksteine auf das Zwischenmauerwerk. Decksteine sind neben Gangsteinen, die bei der Zerstörung von Kammern zuerst entfernten Steine.

### Einfassungen
Ganggräber kommen in der Regel schon aufgrund ihrer Länge in vergleichsweise kurzen, rechteckigen oder ovalen Hünenbetten oder in Rundhügeln vor. Insbesondere unter Dänemarks etwa 500 erhaltenen Ganggräbern gibt es eine erhebliche Zahl, die in Rundhügeln liegt. Aus dem Emsland sind Anlagen mit doppelter ovaler Einfassung (Lähden, Thuine) bekannt. Einige Ganggräber auf Lolland und Falster, die lange schmale Kammern und einen kurzen Gang haben, sind von Hünen- oder Riesenbetten umschlossen, die ansonsten für Dolmen typisch sind. In Niedersachsen liegt das etwa 8 m lange Grab IV der Oldendorfer Totenstatt in einem 80 m langen, das von Drangstedt sogar in einem 90 m langen Bett. Ein Ganggrab in Holstein liegt in einem über 70 m langen Hünenbett. Noch längere Einfassungen sind in Deutschland nur für andere Typen von Megalithanlagen bekannt.

### Nebenkammern

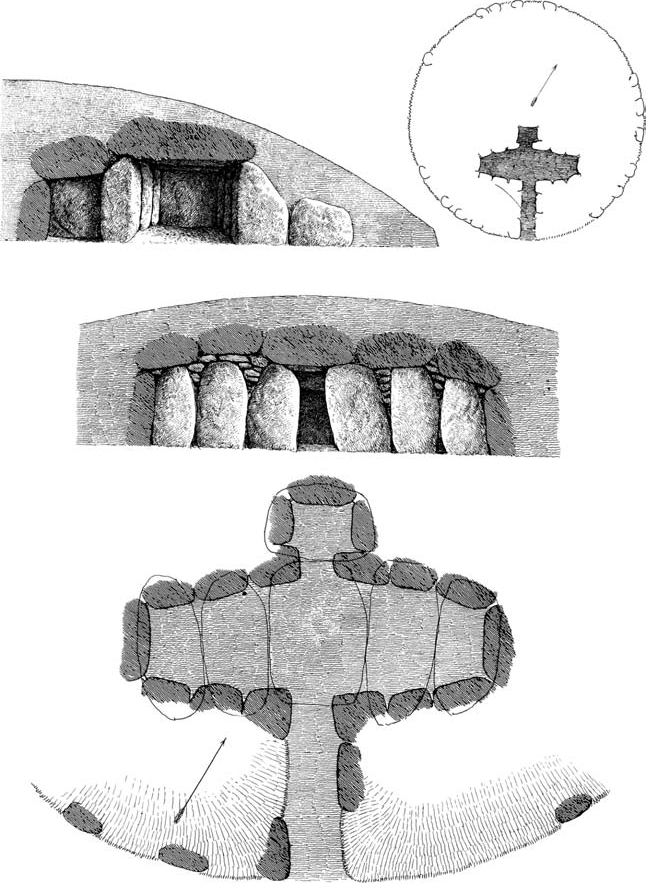
Der Stenshøj von Suldrup nach A. P. Madsen

30 dänische, besonders in Jütland verbreitete Ganggräber haben Nebenkammern (dänisch Jættestue med bikammer). 25 dieser Anlagen findet man in Jütland, insbesondere am Limfjord (z. B. Gadegård, Gamskær, Ginderup (2 Nebenkammern), Gundestrup 2, Fjelsø, Lundehøj, Manstrup, Møllehøje von Kobberup, Mønstedt, Niels Jensens Høj, Nymark Brandhøj, Ormhøj, Rævehøj, Skræm (2 Nebenkammern), Sødalshøj, Stenshøj, Tustrup, Vashøj/Storvad Høj und Thusbjerg), sowie drei erhaltene Anlagen auf Seeland (z. B. Drysagerdys bei Dalby und Hørhøj), zwei auf Lolland (Bag-Hyldehøj, Torhøj), sowie Rogenstrup auf Falster.
Die verschieden angeordneten Nebenkammern wurden gleichzeitig mit der Hauptkammer aufgeführt. Dass sie eine besondere Funktion hatten, kann daraus abgeleitet werden, dass anderenorts gleichzeitig Quartier-Anlagen entstanden, die eine noch differenziertere Aufteilung der Kammer zeigen. Die Nebenkammern liegen mehrheitlich gegenüber dem Zugang. Ein Unikat ist der Visi- oder Hvisselhøj, bei dem der Gang drei parallele Kammern erschließt, die in der Art von drei jeweils kürzeren Brotlaiben hintereinander liegen.
Nebenkammern (nicht so genannte Vor- oder Seitenkammern) kennt man ansonsten hauptsächlich – und in weit größerer Zahl (pro Anlage) aus der Bretagne (franz. Dolmen à cabinets latéraux oder Dolmen transepté) und von den Britischen Inseln, (z. B. Loughcrew in Irland, La Hougue Bie und La Varde auf den Kanalinseln, West Kennet Long Barrow und Stoney Littleton) aus Spanien (z. B. Tholos von El Romeral), nicht jedoch aus dem übrigen Nordkreis (Deutschland, Niederlande, Norwegen, Polen und Schweden) der TBK.

## Lokale Typen

### Dänemark und Skandinavien
Das Ganggrab ist eine für die TBK charakteristische Megalithanlage, ihr wurde zunächst ein eigener Zeithorizont zugeordnet. P. V. Glob tut dies noch 1967. Die Ganggrabzeit lag danach zwischen der Dolmen- und der Steinkistenzeit. In Dänemark sind etwa 500 von 2.800 erhaltenen Anlagen Ganggräber.

### Doppelganggrab

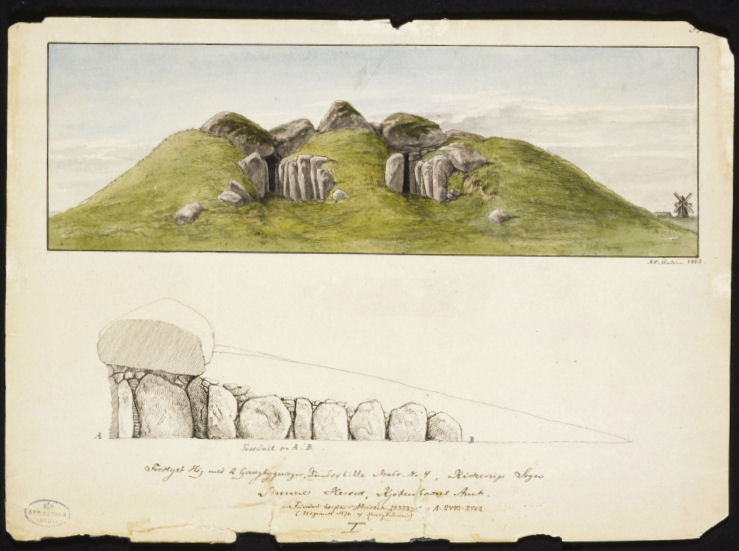
Die ausgegangene Dobbeltjættestue von Gundsølille

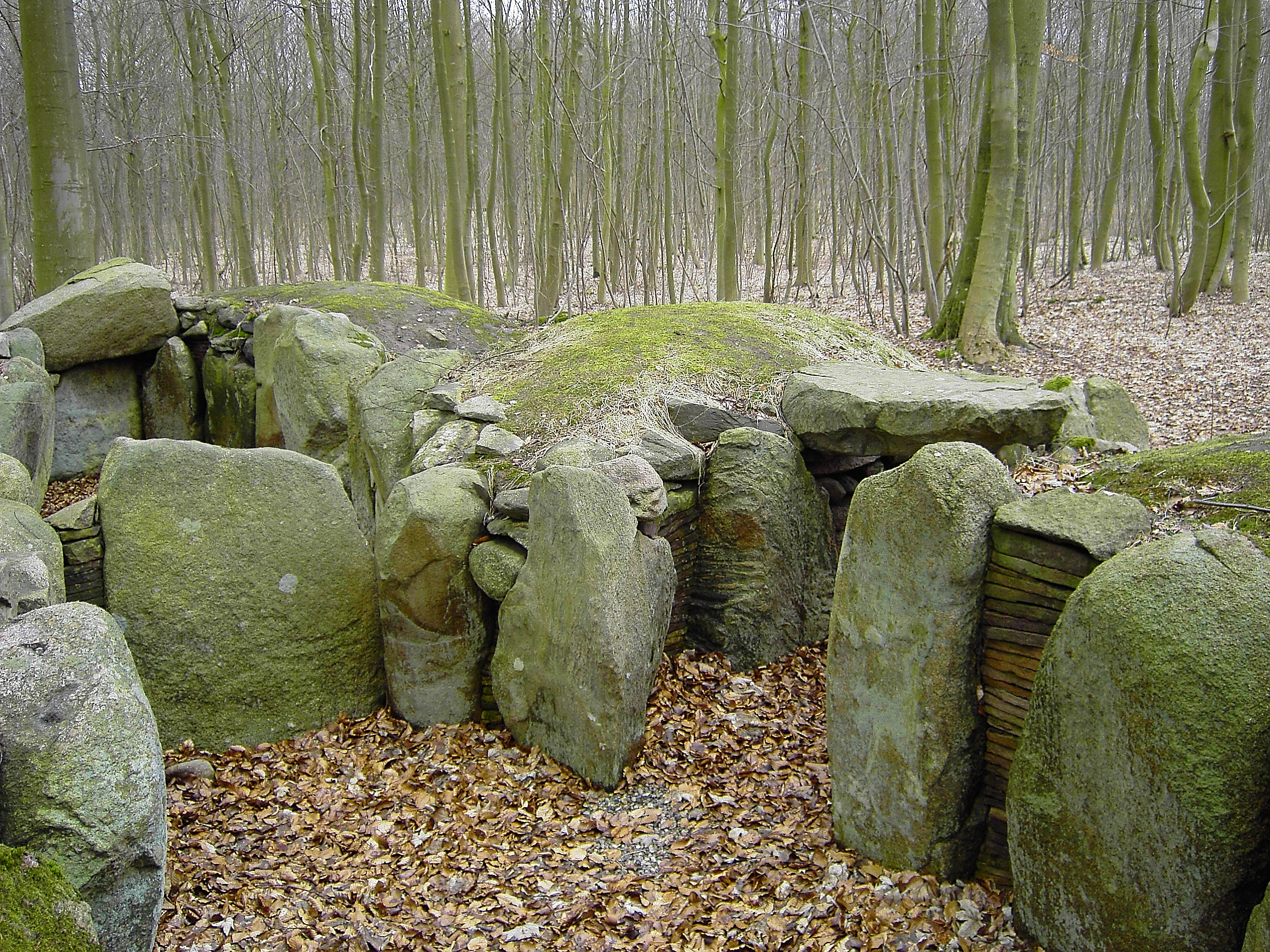
Der gemeinsame Tragstein (Bildmitte links) an der benachbarten Schmalseite, hier Tvedeskov

Einige Ganggräber wurden als Doppelanlagen (dänisch Dobbelt- oder Tvillingejættestue - schwedisch Dubbelgånggrift) genannt errichtet, indem zwei Kammern meist an ihren benachbarten Schmalseiten einen oder zwei gemeinsame Tragsteine aufweisen.
Doppelganggräber findet man in 57 Beispielen auf Seeland:
- Aldersro bei Værslev, Børnehøj in Roskilde, Brailsdys auf Ærø, Djævelhøj von Tikøb, Drysagerdys bei Dalby, Fårdrup, Forsinge Mark bei Ubby, Ganggräber von Græse bei Frederikssund, Gundsølille bei Kirkerup, Hyldedysse bei Rørby, Korshøj bei Ubby, Loddenhøj bei Rørby, Lodneshøj bei Sneslev, Møllehøj im Hornsherred, Ølshøj bei Blistrup, Olshøj bei Rørby, Østrup bei Undløse, Ormshøj bei Årby, Måneshøj (auch Månehøj) auf der Svinø-Halbinsel, Rævebakken bei Ørby, Selschausdal bei Buerup, Slåenhøj bei Kalundborg, Snogedysse bei Gentofte (1824 ausgegangen), Ganggräber von Snæbum, Tjørnehøj (Dalby) und der Troldhøj von Stenstrup.
- vereinzelt auf Møn und Langeland (im Tvedeskov), Fünen, Ærø (Lindsbjerg Dysse) und  (Pillemark und Rævebakken beide auf Samsø). Bei Röddinge auf Mön wurde der Klekkende Høj scheinbar aus einer überlangen Kammer errichtet, deren Achsen auf einer Linie liegen und nicht einen Winkel bilden, wie die anderen Anlagen in Rundhügeln. Doppelganggräber haben parallele Zugänge.
- Ein Dutzend dieser Anlagen sind aus Nordjütland (Doppelganggrab von Fjellerup, Ganggräber von Gundestrup, Snibhøj bei Hobro, Ettrup, Iglsø bei Skive und der Langmosehøj südlich der Tulsbjerge), besonders aus dem südlichen Himmerland bekannt,
- drei Lili Kaelas 1956 noch nicht bekannte liegen in Schonen in Schweden (Snarringe, Stenhögen und Stora Kungsdösen).

In Aldersroe liegen drei Ganggräber im selben Hünenbett. Mehrere Ganggräber in einer gemeinsamen Einfassung sind im Gegensatz zu Dolmen selten, kommen aber z. B. auch beim Grab Nr. 2 der Kleinenknetener Steine in Deutschland vor. Selten, wie bei Græse, auf Seeland, öfter hingegen in Jütland (Ganggräber von Snæbum, Rundhügel von Øster Vittrup), liegen zwei Kammern getrennt nebeneinander aber aufeinander bezogen, im selben Hügel.
Das Großsteingrab Tannenhausen bestand aus zwei großen Ganggräbern, die benachbart bei Tannenhausen, 4,3 Kilometer nördlich von Aurich im Emsland, allerdings betrug ihr Abstand etwa 5,0 m und sie lagen in getrennten ovalen Hügeln.

### Deutschland
Die Kleinenknetener Steine liegen nahe dem kleinen Ort Kleinenkneten südlich von Wildeshausen in Niedersachsen. Das Hünenbett II ist die einzige Anlage überhaupt in der drei Ganggräber (getrennt voneinander) innerhalb einer gemeinsamen Einfassung liegen, wobei der zugehörige Langhügel seit langem abgetragen ist.

#### Holsteiner Kammer
Die Holsteiner Kammer oder Norddeutsche Langkammer ist eine rechteckige Form des Ganggrabes, die vorwiegend in Holstein vertreten ist. Mit 58 Anlagen (68 %) ist diese sogenannte Südgruppe (südlich der Eider) in Schleswig-Holstein doppelt so stark vertreten wie die annähernd ovale Kammer der Nordgruppe, mit der sie sich im Raum Eckernförde überschneidet. Die Länge der Kammern schwankt hier zwischen 3,0 und 8,5 m, wobei Anlagen zwischen 3,0 und 5,5 m etwa zwei Drittel ausmachen, während solche über 6,0 m das restliche Drittel bilden. Die Breite schwankt zwischen 1,0 und 2,25 m. 60 % der Kammern erreichen eine Breite von 1,5 m. Gewöhnlich haben die Anlagen drei, häufig jedoch vier bis sechs Decksteine. Bei fast der Hälfte konnte ein kurzer Gang aus ein bis zwei Steinpaaren nachgewiesen werden. Eine exzentrische Lage des Ganges bzw. der Kammeröffnung zur Kammerlänge tritt bei 40 % der Anlagen auf, während die Mittellage (20 %) vornehmlich bei langen Kammern vorkommt. Der Rest ist so gestört, dass eine Aussage über die Lage des Ganges nicht gemacht werden kann. Auch die ursprüngliche Form des Hügels ist nur bei 50 % der Anlagen bestimmbar. Danach überwiegen im Norden die Rundhügel, im östlichen und westlichen Verbreitungsgebiet dagegen die Langbetten, und zwar jeweils um das Doppelte.

Formen
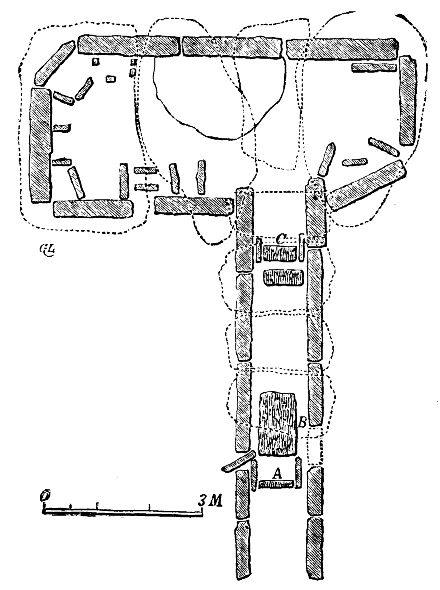
Skizze eines schwedischen Ganggrabes mit Sektionen
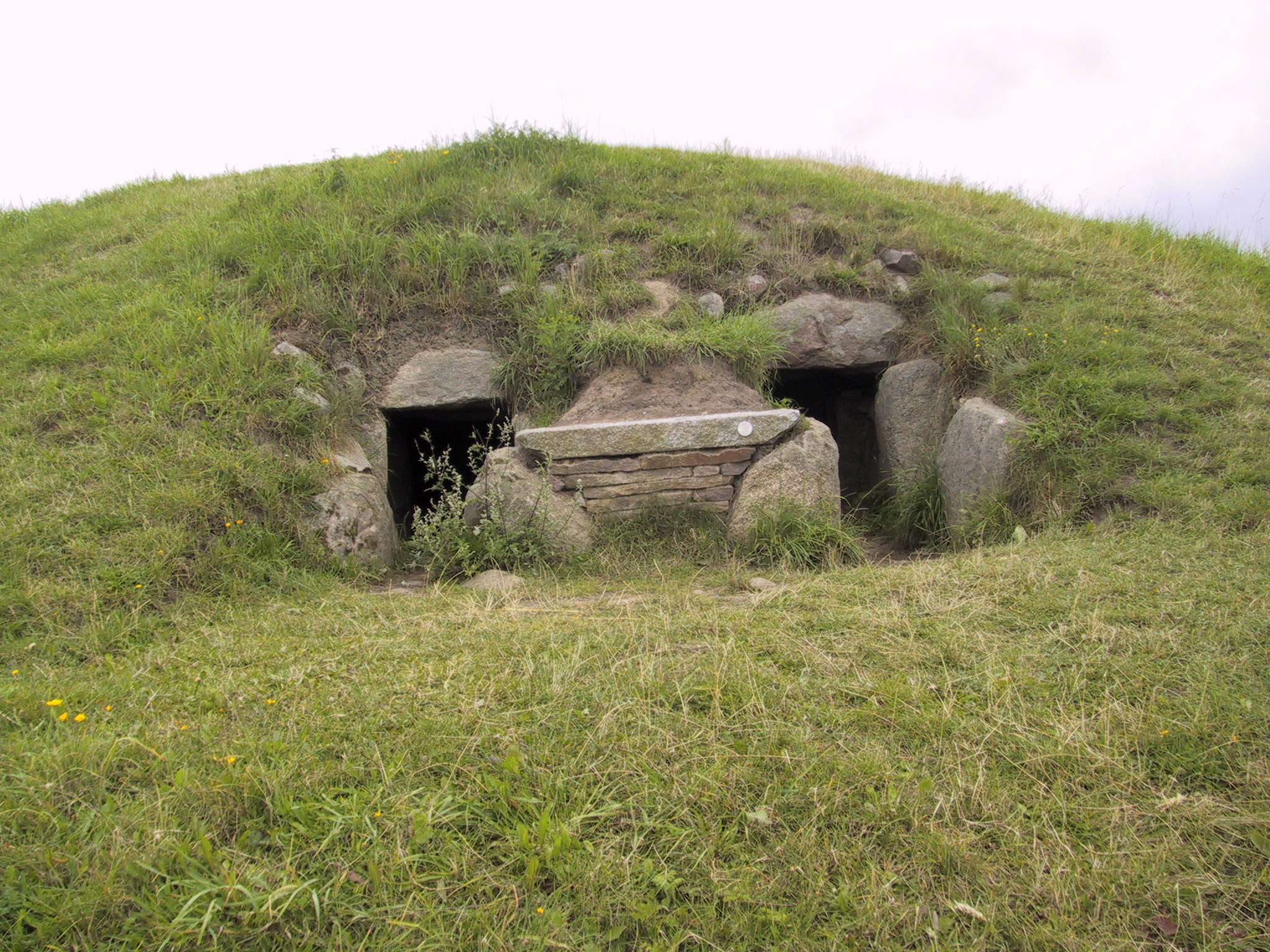
Der Klekkende Høj, Doppelganggrab bei Røddinge auf Møn
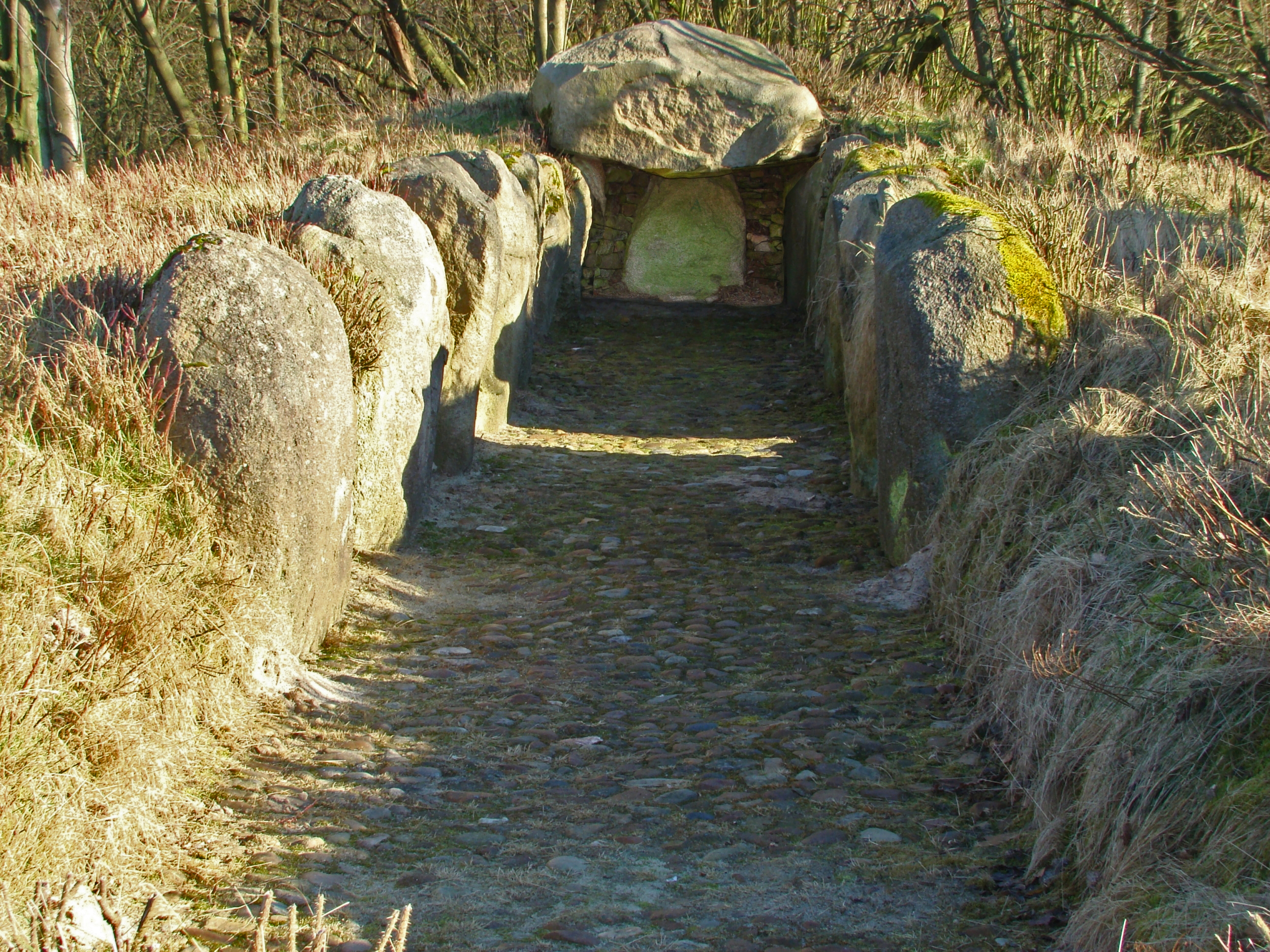
Steinkammer bei Dohnsen, Landkreis Celle
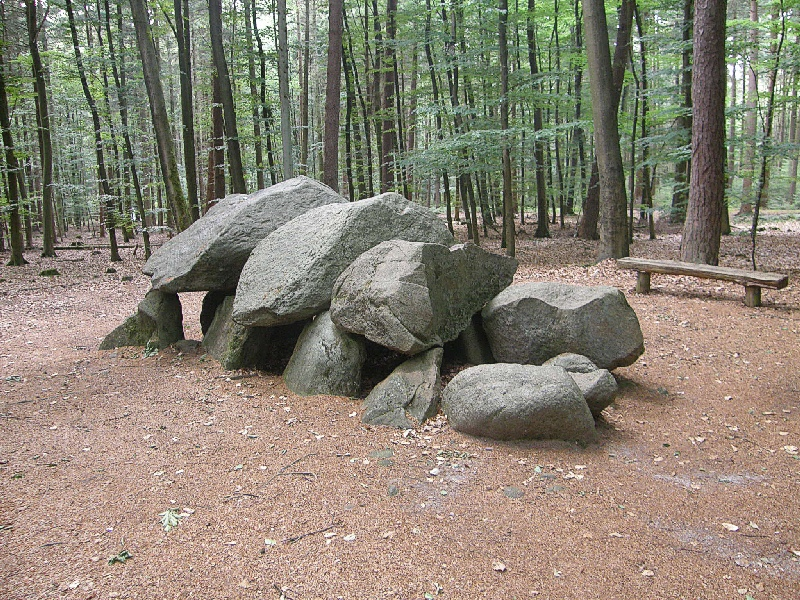
Steenaben – trapezoides Ganggrab bei Lamstedt
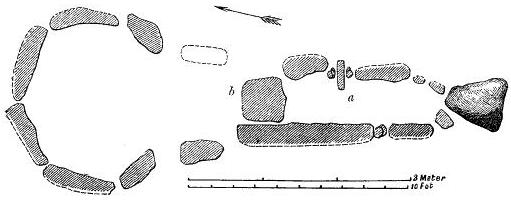
In Schweden als Ganggrab eingestuft

Während das Steinmaterial zumeist aus den erratischen Blöcken der Eiszeit (Findlinge) besteht, sind einige wenige Anlagen aus anderem Steinmaterial (Lübbensteine) erstellt. Eine weitere Sonderform bietet das „multikulturelle“ Gräberfeld von Wartin. Hier ist ein Ganggrab in einem Hünenbett aus Steinplatten erstellt worden (E. Kirsch 1993), da auf der Terrasse des Urstromtales der Randow keine Großgeschiebe zur Verfügung stehen.

## Ganggrabkiste
Ganggrabkisten sind nach Hans-Jürgen Beier Ganggrab-Derivate. Sie sind wesentlich kleiner als Ganggräber, ggf. eingesenkt, aus Steinplatten errichtet und mit lateralen Zugängen versehen. Sie kommen besonders häufig am Unterlauf der Oder vor (Beeskow, Klein-Rietz, beide Landkreis Oder-Spree, Wartin 1 und 2 Landkreis Uckermark und Löwenbruch Landkreis Teltow-Fläming, alle in Brandenburg). In Mierzyn (dt. Möhringen) am Stadtrand von Stettin, liegt eine weitere Anlage.